# Municipis de Puerto Rico
Els municipis de Puerto Rico representen l'organització territorial de segon nivell de l'estat de Puerto Rico. Tenen unes funcions similars als comtats dels estats dels Estats Units i es regeixen per la Ley de Municipios Autónomos del Estado Libre Asociado de Puerto Rico, Núm. 81 de 30 d'agost de 1991.

## Govern
Al capdavant de cada municipi hi ha un alcalde electe per quatre anys i una Legislatura Municipal, amb un nombre de membres variable segons la magnitud del municipi. La capital, San Juan té la Legislatura més nombrosa, amb 17 components.

## Llista
En total hi ha 78 municipis que són els següents:

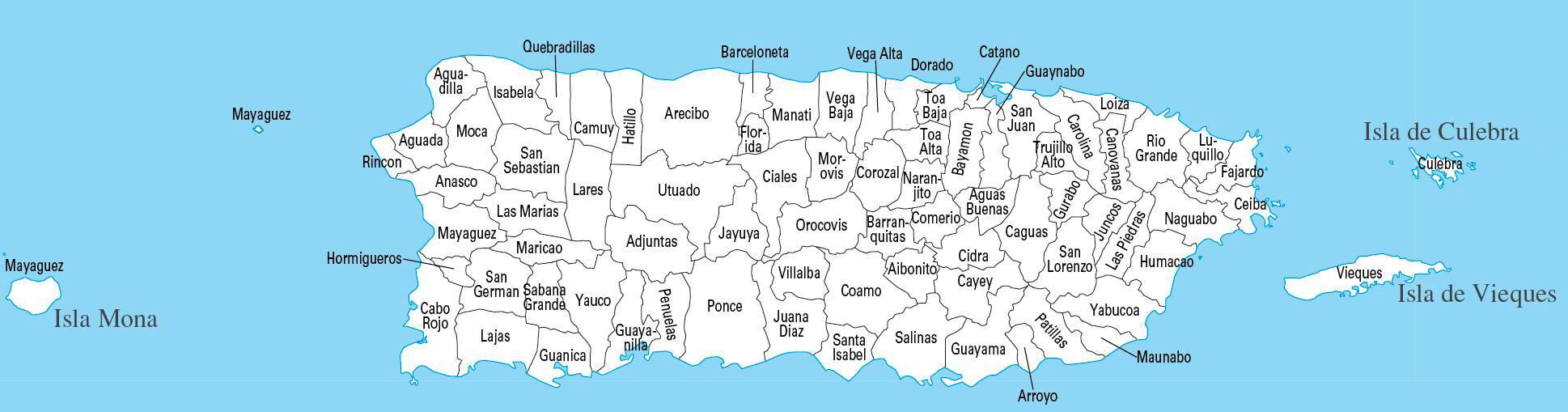
Distribució dels municipis de Puerto Rico.

| - Adjuntas - Aguada - Aguadilla - Aguas Buenas - Aibonito - Añasco - Arecibo - Arroyo - Barceloneta - Barranquitas - Bayamón - Cabo Rojo - Caguas - Camuy - Canóvanas - Carolina | - Cataño - Cayey - Ceiba - Ciales - Cidra - Coamo - Comerío - Corozal - Culebra - Dorado - Fajardo - Florida - Guánica - Guayama - Guayanilla - Guaynabo | - Gurabo - Hatillo - Hormigueros - Humacao - Isabela - Jayuya - Juana Díaz - Juncos - Lajas - Lares - Las Marías - Las Piedras - Loíza - Luquillo - Manatí - Maricao | - Maunabo - Mayagüez - Moca - Morovis - Naguabo - Naranjito - Orocovis - Patillas - Peñuelas - Ponce - Quebradillas - Rincón - Río Grande - Sabana Grande - Salinas - San Germán | - San Juan (capital) - San Lorenzo - San Sebastián - Santa Isabel - Toa Alta - Toa Baja - Trujillo Alto - Utuado - Vega Alta - Vega Baja - Vieques - Villalba - Yabucoa - Yauco |